# 东光县
东光县是河北省沧州市下辖的一个县。縣政府駐东光镇府前街66号。

## 人口
根據第七次人口普查數據，截至2020年11月1日零時，東光縣常住人口為340288人。

## 气候
年均降水量540毫米，年均温12.2℃。

## 行政区划
东光县下辖8个镇、1个乡：
东光镇、连镇镇、找王镇、秦村镇、灯明寺镇、南霞口镇、大单镇、龙王李镇和于桥镇。

## 交通
- 104国道、 105国道过境。

## 工业
工业共有五大支柱产业，以化工、建材、机械、轻工、纺织为主；主要产品有DSD酸（华戈集团）、尿素（化肥厂）、水泥（水泥厂）、白布、包装机械（500余生产厂家）、电池等，产品销往国内外

## 历史人物
张邦昌、荀慧生、李文成 、霍元甲、马致远

## 名胜古迹
铁佛寺，河北省重点保护文物，始建于北宋年间。寺内大雄宝殿中的释迦牟尼佛像重达48吨，为中国最大的座式铸铁佛像。20世纪60年代文革期间，被推倒熔铸为其他物件，1987年3月22日重修。